# MTV 00s
MTV 00s (pronunciado como MTV Zeros, MTV Noughties o MTV Aughts) es un canal de televisión por suscripción que presenta videos musicales de la década de los 2000. Se emitió en modo de prueba del 29 de mayo al 22 de junio de 2020 en el Reino Unido, como un cambio de marca temporal de MTV OMG. Fue lanzado el 2 de agosto de 2021 en reemplazo de VH1 Europe. El primer video reproducido en este canal fue "Can't Fight the Moonlight" de la cantante estadounidense LeAnn Rimes. El último día de transmisión de VH1, se emitió con los programas de MTV 00s, pero al día siguiente se cambiaron el logo y sus propios gráficos.
A diferencia de otros programas relacionados con MTV (80s y 90s), MTV 00s no muestra el álbum en el que se incluye la canción, pero si muestran la canción que sigue como sucede con otros canales de MTV.

## Historia

### Antes del lanzamiento
El 6 de septiembre de 2014, apareció un programa con videos musicales de la década de los 2000 "Sounds Of The 00s" en VH1 Classic Europe. En abril de 2015, VH1 Classic Europe comenzó a transmitir un maratón de videos musicales de la década de los 2000, "Nothing But The 00s", que se transmitía cada tres semanas, los fines de semana. El 10 de enero de 2018, apareció otro programa en VH1 Classic Europe: "00s Boys vs 00s Girls". A finales de junio de 2018, todos estos programas fueron cancelados. El 1 de octubre de 2018, "Sounds Of The 00s" pasó a llamarse "Nothing But The 00s".
El 5 de junio de 2021, el predecesor de MTV 00s, VH1 Europe, comenzó a introducir más singles de la era de los 2000 y adaptó su programación a este tema. Al final de su transmisión, el 1 de agosto de 2021 (día del 40 aniversario de MTV) VH1 Europe cesó su programación regular y emitió solo sencillos de la década de 2000.

### Después de empezar
Del 29 de mayo al 22 de junio de 2020, se emitió MTV 00s en sustitución temporal de MTV OMG (teniendo en cuenta los anuncios de MTV UK, publicidad británica y tienda de televisión de 04:00 a 06:00 GMT). Desde el 2 de agosto de 2021, este canal emite las 24 horas del día, reemplazando a VH1 (Europa).